# コウジ有沢
コウジ 有沢（コウジ ありさわ、本名：有澤 幸司、1971年7月22日 - ）は、日本の元プロボクサー。デビュー当初のリングネームは有沢 幸司。埼玉県出身。第33代・36代日本スーパーフェザー級王者（2度の王者、通算11度の防衛）。リングに上がると一瞬にして会場が鎮まり、研ぎ澄まされた空間へと変えてしまうカリスマ性を持つ。
カズ有沢は双子の兄。父は元協栄ボクシングジム所属選手で、先代の草加有沢ジム会長の有澤茂則。会長職を引き継いだ有澤好男は叔父、父方の祖父は同ジム初代会長有澤二男。
現在、池袋の居酒屋『暁』にてチーフ・調理を担当。コスパが良く、コウジの料理も好評を得ている。

## 来歴
1992年3月7日、草加有澤所属でプロデビュー。岡田基を相手に4回判定勝ち。
1995年、日本スポーツ出版社から発売された具志堅用高の教則ビデオに出演。1996年4月8日後楽園ホールでのダイヤモンドグローブ、古城賢一郎を相手にチャンピオン・カーニバル、日本スーパーフェザー級王座決定戦を行い、2回KO勝ちで同王座を獲得。その後、5連続KO防衛。
1998年3月29日、日本スーパーフェザー級王座6度目の防衛戦で前年の世界挑戦を引き分けた畑山隆則を挑戦者に迎える。両国国技館で開催されたこの試合は「究極の日本タイトルマッチ」と呼ばれ、日本タイトルマッチとしては破格となる両者500万円のファイトマネー（勝者にはさらに500万円が上積みされ、パジェロも贈られた）が支払われ、両選手入場後には君が代吹奏も行われた（当時、世界タイトルマッチ以外では国歌吹奏は行われなかった）。両者は序盤から壮絶な打撃戦を展開し、9回TKO負けで有沢は王座転落。有沢から王座を奪った畑山は、次戦で世界王座を獲得している。
1998年12月14日、パンサー柳田と日本スーパーフェザー級王座決定戦を行い、10回判定勝ちで王座奪還、平仲信敏との2度の試合を含め6度防衛。
2001年3月12日、キンジ天野を相手に7度目の防衛戦を行い、10回判定負けを喫し王座転落。
2004年1月10日、本望信人の保持する日本スーパーフェザー級王座に挑戦し、10回判定負け。王座獲得ならず。
2005年12月13日、ピチット・ゴコーンカランジムに2回KO勝ち。この試合を最後に現役引退。この引退試合の前座で小口雅之がヅラ騒動を起こし、一躍有名人となった。後に飯田覚士との対談で、コウジは「あの日は俺の引退試合だったのに、小口がカツラで話題を持っていってしまった。あれじゃああの興行の主役は誰だったのか分からない」と冗談めかして話していた。
2007年7月26日、DEEP GLOVEにおいて大嶋記胤とのボクシングエキシビションマッチ（2分3R）を行った。
2007年10月28日、club DEEP in Zepp Sendaiにおいて阿部忠彦とのボクシングエキシビションマッチ（2分3R）を行った。
2008年6月15日、DEEP GLOVE 2において大嶋記胤とのボクシングエキシビションマッチ（2分3R）を行った。
2008年9月20日、DEEP GLOVE 3において元WBA世界スーパーフライ級王者ヨックタイ・シスオーとのボクシングエキシビションマッチ（3分3R）を行った。
2009年、舞台「きら星の磁力 〜It's too soon to give up〜」で俳優デビュー。

## 戦績

### ボクシング
| 勝敗 | 対戦相手         | 試合結果 | 大会名                                                   | 開催年月日 |
| ○    | ピチットチャイ   | 02R KO   |                                                          | 2005/12/13 |
| ×    | 五十嵐圭         | 10R 判定 |                                                          | 2005/04/05 |
| ○    | 小澤幸治         | 10R 判定 |                                                          | 2004/12/02 |
| ○    | 五十嵐彰彦       | 4R TKO   |                                                          | 2004/09/13 |
| ○    | 豊嶋耕志         | 10R 判定 |                                                          | 2004/05/07 |
| ×    | 本望信人         | 10R 判定 | 日本スーパーフェザー級タイトルマッチ                     | 2004/01/10 |
| ○    | 首藤秀樹         | 5R TKO   |                                                          | 2003/11/13 |
| ○    | 藤原康志         | 8R TKO   |                                                          | 2003/08/04 |
| ○    | 宇賀神大輔       | 10R 判定 |                                                          | 2003/05/26 |
| ○    | 片渕剛太         | 10R 判定 |                                                          | 2002/11/25 |
| △    | 片渕剛太         | 10R 判定 |                                                          | 2002/03/04 |
| ○    | K エアウサンパン | 5R TKO   |                                                          | 2000/12/04 |
| ×    | キンジ天野       | 10R 判定 | 日本スーパーフェザー級タイトルマッチ                     | 2001/03/12 |
| ○    | 篠崎哲也         | 10R 判定 | 日本スーパーフェザー級タイトルマッチ（通算11度目の防衛） | 2000/12/04 |
| △    | 篠崎哲也         | 10R 判定 | 日本スーパーフェザー級タイトルマッチ                     | 2000/07/10 |
| ○    | 玉置厚司         | 6R TKO   | 日本スーパーフェザー級タイトルマッチ                     | 2000/04/02 |
| ○    | 平仲信敏         | 4R KO    | 日本スーパーフェザー級タイトルマッチ                     | 1999/12/13 |
| ○    | パンサー柳田     | 7R KO    | 日本スーパーフェザー級タイトルマッチ                     | 1999/07/12 |
| ○    | 平仲信敏         | 10R 判定 | 日本スーパーフェザー級タイトルマッチ                     | 1999/03/08 |
| ○    | パンサー柳田     | 10R 判定 | 日本スーパーフェザー級王座決定戦(後楽園ホール)           | 1998/12/14 |
| ○    | リト・ゴンサガ   | 5R KO    |                                                          | 1998/09/14 |
| ×    | 畑山隆則         | 9R TKO   | 日本スーパーフェザー級王座決定戦(両国国技館)             | 1998/03/29 |
| ○    | 竹中義則         | 7R TKO   | 日本スーパーフェザー級王座決定戦                         | 1997/12/08 |
| ○    | 福永健治         | 5R TKO   | 日本スーパーフェザー級王座決定戦                         | 1997/08/11 |
| ○    | 西田裕           | 1R KO    | 日本スーパーフェザー級王座決定戦                         | 1997/04/14 |

## 獲得タイトル
- 第33代日本スーパーフェザー級王座（防衛5）
- 第36代日本スーパーフェザー級王座（防衛6）